# Мерштадт
Мерштадт (нім. Mörstadt) — громада в Німеччині, розташована в землі Рейнланд-Пфальц. Входить до складу району Альцай-Вормс. Складова частина об'єднання громад Монсгайм.
Площа — 5,62 км2. Населення становить 1063 ос. (станом на 31 грудня 2020).